# Apoharknessiaceae
Apoharknessiaceae is een familie uit de orde Diaporthales van de ascomyceten. Het typegeslacht is Apoharknessia.

## Geslachten
Deze familie bevat twee geslachten:
- Apoharknessia
- Lasmenia